# Salvator (évêque d'Aleth)
Pour les articles homonymes, voir Salvator.
Salvator (Xe siècle) évêque d'Aleth vers le milieu du Xe siècle.

## Biographie
Salvator est évêque d'Aleth vers le milieu du Xe siècle il accède à l’épiscopat à l'époque des  invasions vikings après une longue vacance du siège suivant la disparation de Ratwili. Selon la Translation sancti Maglorii l’évêque Salvator s'enfuit d'Aleth et transfert les reliques de son église dont le corps de Maclou dans l'Abbaye Saint-Magloire de Léhon  près de Dinan dirigé par l'abbé Junan afin de les préserver des pillards 
Bientôt les deux prélats estiment que ce refuge n'était plus sur ils se retirent à Paris avec leurs saintes reliques dans ce qui est dénommé « l'exil des corps de Saints ». Ils y auraient été reçus par le duc  Hugues le Grand (mort en 956) et déposent les reliques à l'église Saint-Barthélémy. La paix  provisoirement revenue un certain nombre d'exilés reçoit l’autorisation de retourner en Bretagne vers 944 dont l'archevêque  anonyme de Dol qui meurt étouffé par la foule dans sa cathédrale lors d'une nouvelle attaque des vikings selon Flodoard   L’évêque Salvator pouvait lui même se trouver à Nantes sans que l'on sache avec certitude si son retour était définitif  car il semble qu'il meurt à Paris vers 966/969 ou même vers 990 et est inhumé dans l' Abbaye Saint-Magloire de Paris.

## Sources
- Amédée Guillotin de Corson, Pouillé Historique de l’archevêché de Rennes, Mayenne, Éditions Régionales de l'Ouest, 1997, 840 p. (ISBN 2-85554-083-6), p. 576, Tome I
- Arthur de La Borderie, Histoire de la Bretagne, Mayenne, réédition Joseph Floch, 1975, p. 365 & 413.
- André Chédeville & Hubert Guillotel, La Bretagne des saints et des rois : Ve – Xe siècle, Rennes, Ouest-France Université, 1984, 87 p. (ISBN 2-85882-613-7), p. 381-384
- (la) Jean-Barthélemy Hauréau, Gallia Christiana, vol. XIV Provincia Turonensi, Paris, Firmin-Didot, 1856, p. 998 Epicopi Macloviensis  X. Salvator